# Державні цінні папери
Держа́вні ці́нні папе́ри — облігації, казначейські (скарбницькі) векселі та інші державні зобов'язання, які випускають уряд або місцеві органи влади для розміщення позик та мобілізації грошових ресурсів.
Емісія (випуск) державних цінних паперів спрямована на вирішення наступних завдань:
- покриття дефіциту державного бюджету;
- покриття касових розривів у бюджеті;
- залучення грошових ресурсів для здійснення великих проектів;
- залучення коштів для погашення заборгованості за іншими державними цінними паперами.